# بين كولينز
بين كولينز (بالإنجليزية: Ben Collins)‏ (12 يونيو 1961 بمونروفيا في ليبيريا - ) هو لاعب كرة قدم ليبيري في مركز الوسط. لعب مع Minnesota Strikers ‏ ولوس أنجلوس لايزرز ونادي غوادالاخارا (نادي كرة قدم) وOrlando Lions ‏ وشيكاغو ستينغ.

## وصلات خارجية
- بين كولينز على موقع قاعدة بيانات كرة القدم.إي يو (الإنجليزية)
- بين كولينز على موقع قاعدة بيانات كرة القدم.إي يو (الإنجليزية)